# Música de castells

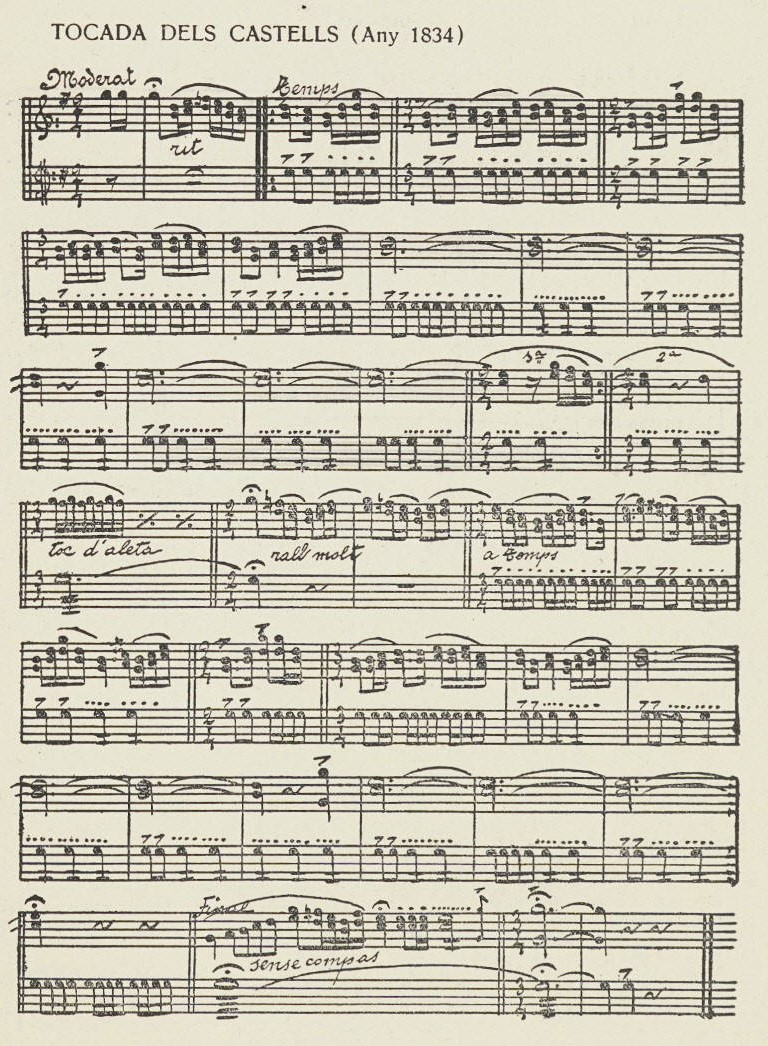
Partitura del «Toc de castells» transcrita a El Penedès: folk-lore dels balls, danses i comparses populars (1926) per Francesc de Paula Bové

La música de castells són aquells tocs interpretats abans, durant i després d'una actuació castellera. Es considera que els antecedents directes dels castells, i també de la seva música, són els balls de Valencians i les moixigangues. La història de la música de castells està estretament lligada a les diferents èpoques en la història de la gralla (el principal instrument que acompanya els castells) i en la del món casteller. Moltes de les músiques que encara avui s'interpreten al llarg d'una diada castellera van ser recollides per folkloristes en documents escrits al canvi de segle xix al xx i, més endavant, en documents sonors. Els principals tocs que encara avui en dia s'interpreten al voltant d'una actuació castellera són el toc de matinades, el toc d'entrada a plaça, el toc de castells (amb la seva variació del toc de castells amb pilar al balcó), el toc de vermut i el toc de processó.

## Instruments
Els instruments presents en tota actuació castellera són la gralla i el timbal. Tot i que actualment les colles de gralles que acompanyen els castells solen ser força nombroses (o, en tot cas, no hi ha un nombre fix de membres a la colla) es considera que en l'època d'or de la gralla aquestes colles estaven formades per tres gralles i un timbal.

## Música en una actuació castellera

### Toc de castells
L'emblema de la música en els castells i el toc més conegut amb diferència és el toc de castells. S'interpreta durant tot el procés de construcció d'un castell, torre o pilar i té una funcionalitat molt clara: informar a la colla de com es va desenvolupant el castell. S'ha de tenir en compte que tant la pinya com els membres del tronc inferior no veuen el desenvolupament del castell. Està en mode mixolidi (modes gregorians) o hipofrigi (des del punt de vista modal de l'antiga Grècia) i des del punt de vista rítmic destaca el seu caràcter d'amalgama, en el que contínuament es combinen compassos binaris i ternaris.
Consta de dues parts precedides, cada una, per un motiu curt:
- Inici: un toc d'atenció. Comença a sonar quan pugen els terços o el pis corresponent en funció de l'alçada del castell. En aquest moment la construcció passa a considerar-se intent.
- Part 1: la melodia que acompanya el procés de carregar el castell. La seva duració és variable, ja que s'ha de correspondre amb el que es triga a carregar el castell (el qual, en funció de molts factors, durarà més o menys).
- Aleta: toc d'atenció que indica que l'enxaneta ha assolit el cim de la construcció. Es marca amb un trino sobre les notes re4 i mi4 i quan l'enxaneta alça el braç (i la construcció passa a considerar-se carregada) es fa sonar el sol4.
- Part 2: melodia que acompanya el procés de descarregar el castell. Comença amb tres notes descendents (sol4, fa4, mi4) que duren mentre el pom de dalt es desmunta i continua a tempo. Com la part 1, la seva duració és variable, ja que es farà durar tant com trigui el castell a descarregar-se.
- Sortida: un cop el castell, torre o pilar es considera descarregat es fa sonar una petita melodia a manera de final, de tancament. N'hi ha una versió llarga i una de curta en funció de la dificultat del castell. Cada colla té la seva manera de triar-ho però com a referència moltes colles empren la sortida llarga a partir de la torre de set.[4]

### Toc de castells amb pilar al balcó
El toc de castells amb pilar al balcó s'interpreta quan s'entra a la plaça amb un pilar caminant —normalment realitzat de quatre pisos— quan es porta un pilar de l'església a l'ajuntament o quan es fa un pilar davant el balcó de l'ajuntament amb voluntat que des d'aquest es reculli a l'enxaneta (i fins i tot a algun membre del tronc). La interpretació comença amb el toc de castells i just en acabar l'aleta, se segueix amb la música pròpia del pilar al balcó, una melodia ternària breu d'una o dues frases, que acabarà amb la sortida curta del toc de castells.

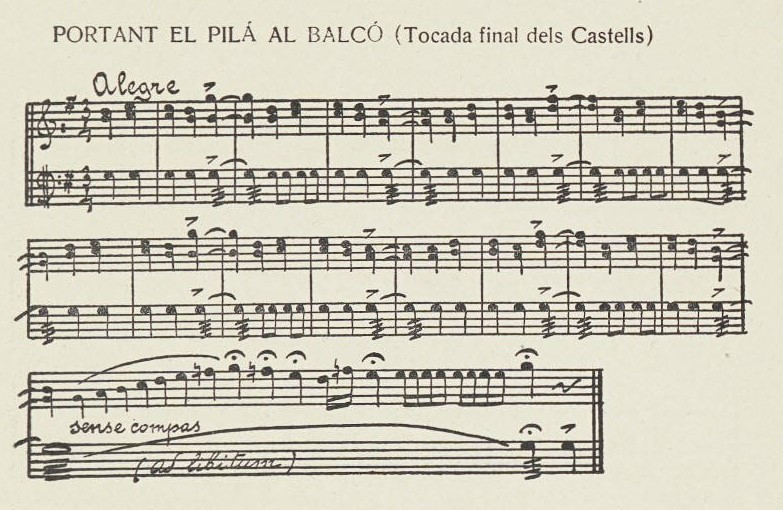
Partitura del «Pilar al balcó» transcrita per Francesc de Paula Bové
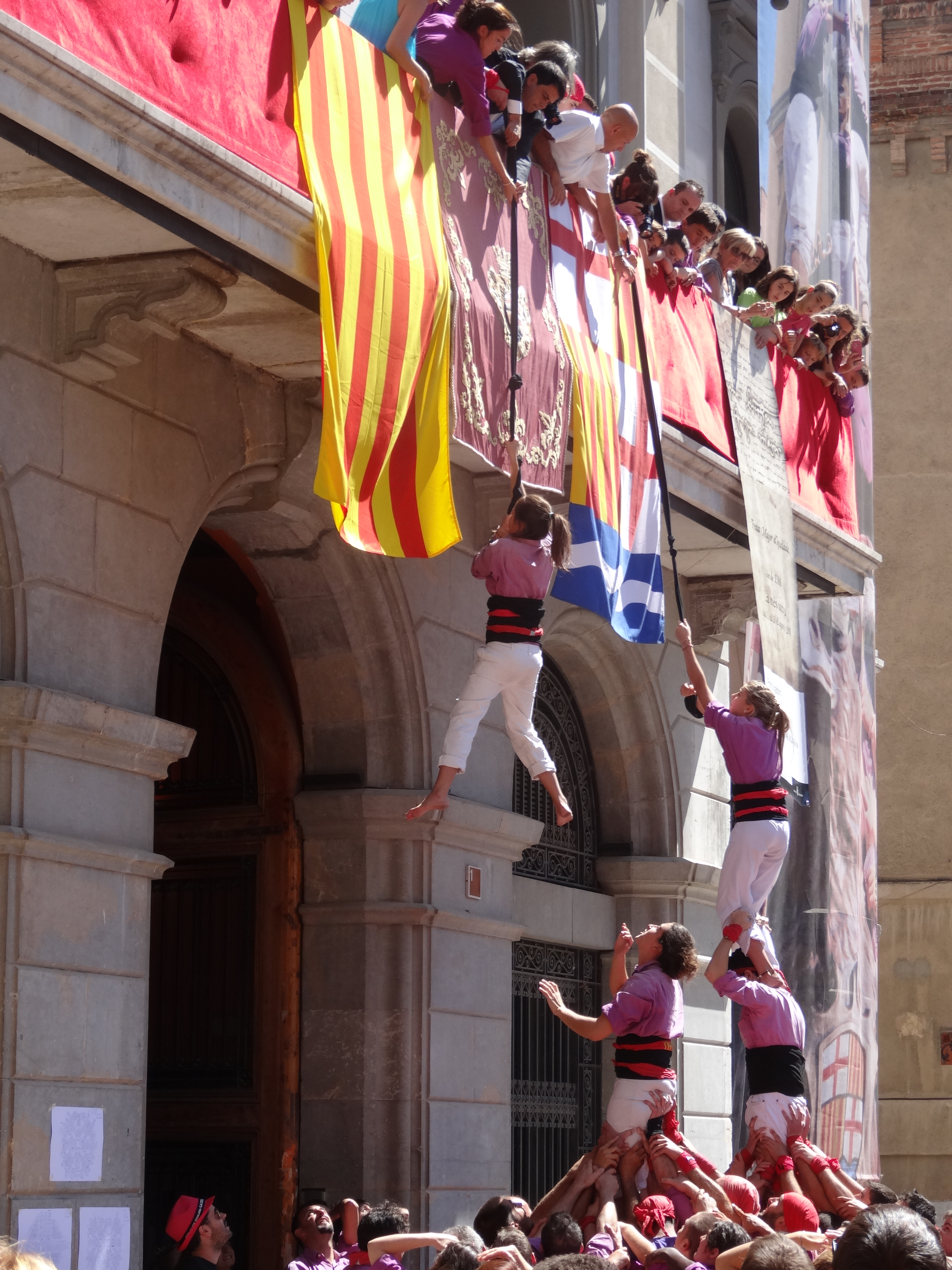
Moixiganguers d'Igualada fent un pilar al balcó (2013)

### Toc de matinades
Tradicionalment, les matinades s'interpretaven el primer dia de la festa major, entre les tres i les cinc de la matinada, fent una cercavila i parant davant de les cases de les famílies més importants del poble per fer-hi alguna dansa. Tot i que s'ha lligat aquest toc a la música de l'entorn de l'activitat castellera, és un ritual d'inici de la festa major. Actualment és interpretada la matinada abans de començar l'actuació castellera per la colla de grallers, acompanyada o no de veïns i castellers, en una cercavila pels carrers i places més importants del poble o barri, anunciant així la celebració de la festa o diada castellera. El seu ritme és tranquil, binari i el timbal realitza un redoblament suau i constant durant tota l'obra (com també passa al toc de processó).

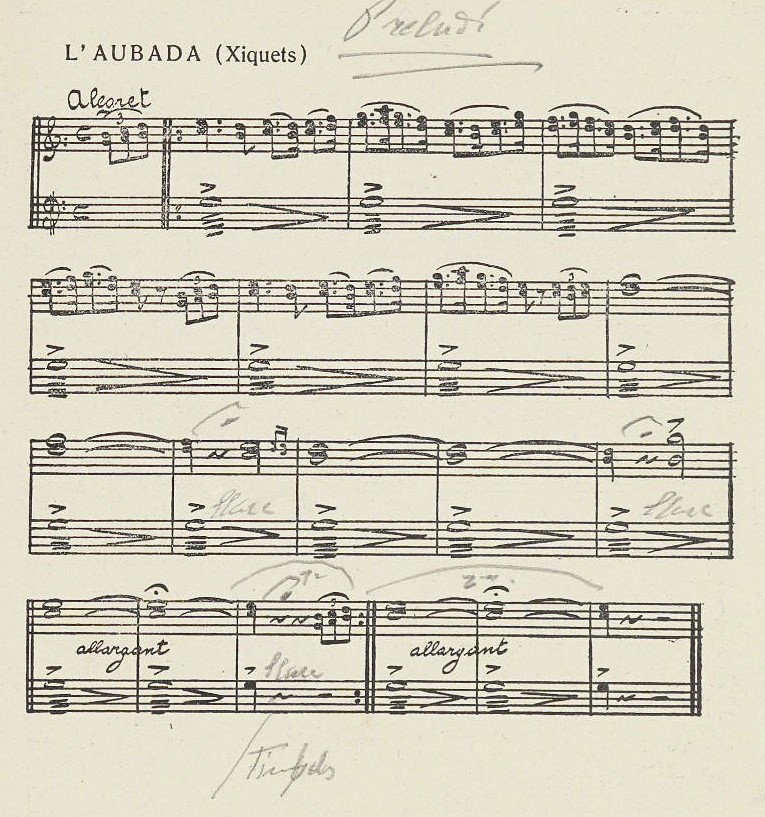
Partitura del «Toc de matinades» transcrita per Francesc de Paula Bové
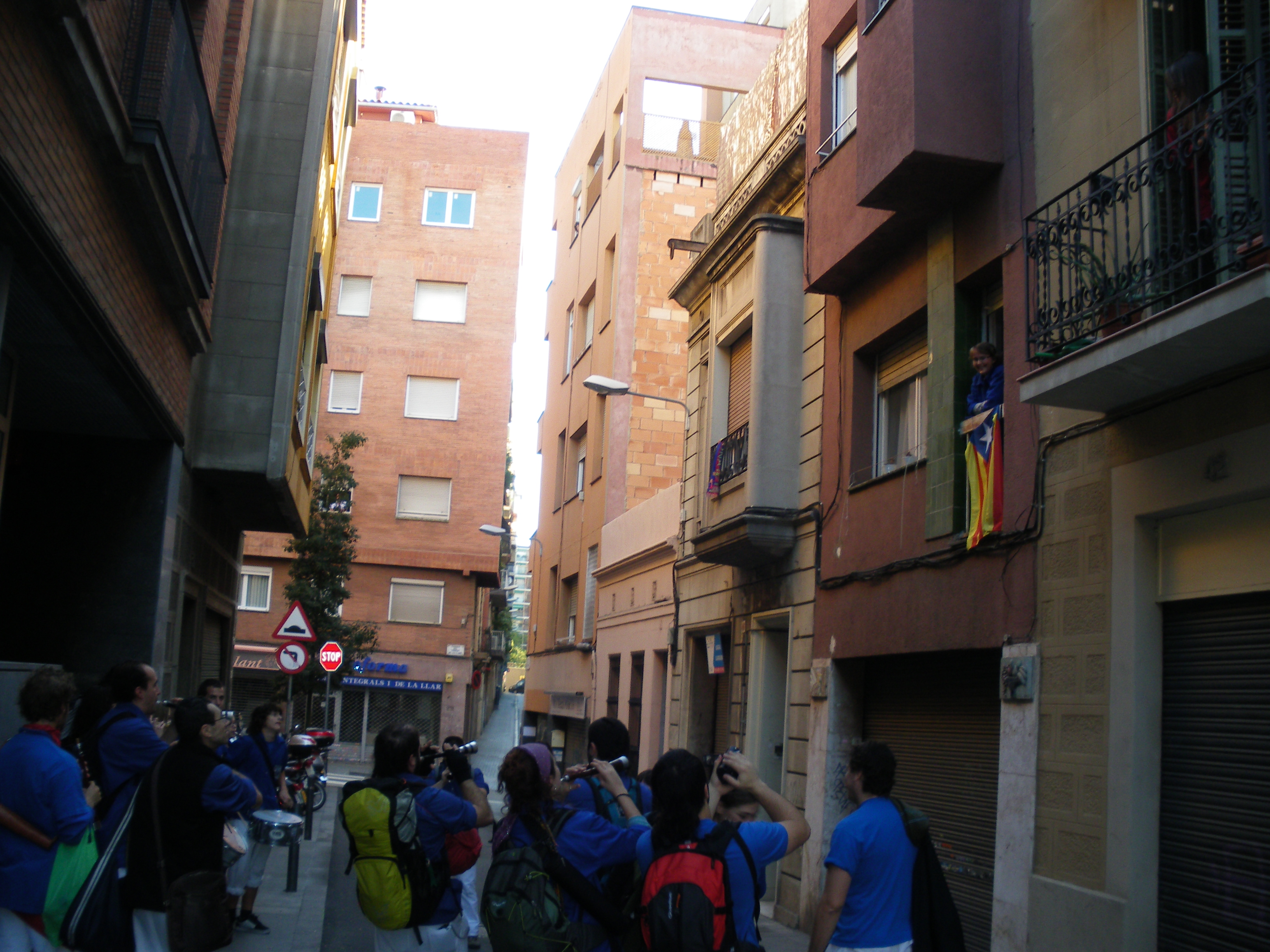
Matinades a la diada dels Castellers de la Vila de Gràcia (2009)

### Toc d'entrada a plaça
El toc d'entrada a plaça, també anomenat toc d'arribada, és una marxa que s'interpreta quan les colles entren a la plaça amb una construcció (en aquest cas hi ha colles que interpreten el toc de castell amb pilar al balcó) o sense.

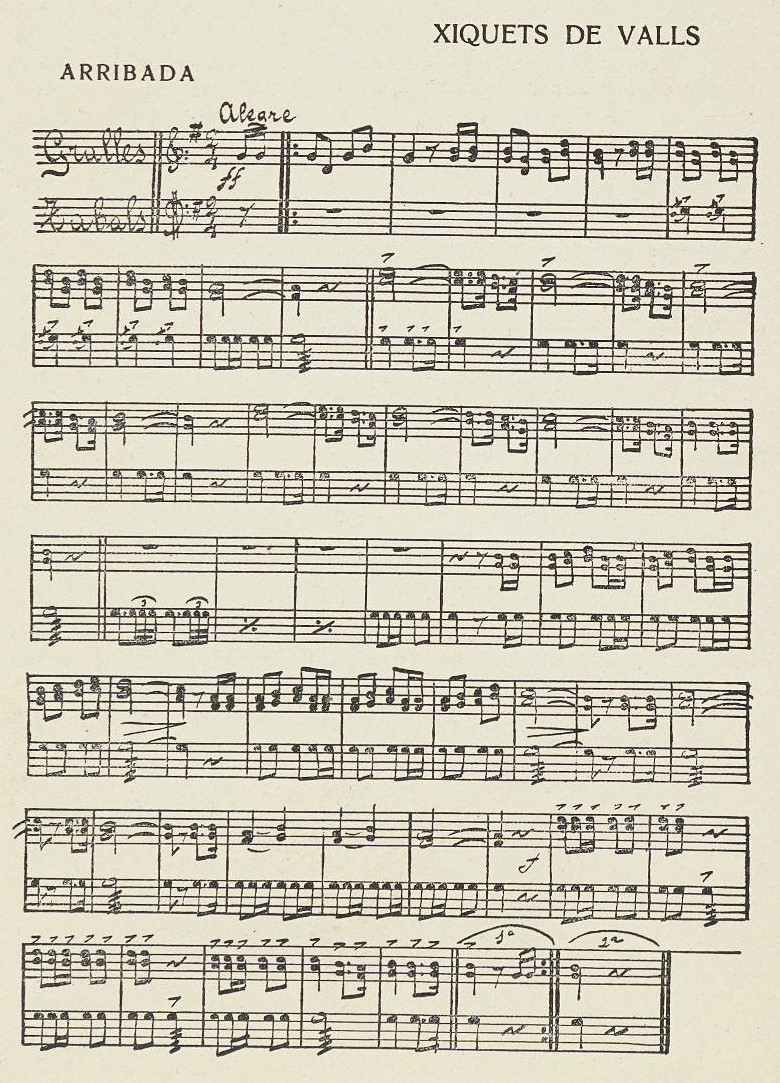
Partitura del «Toc d'entrada a plaça» transcrita per Francesc de Paula Bové
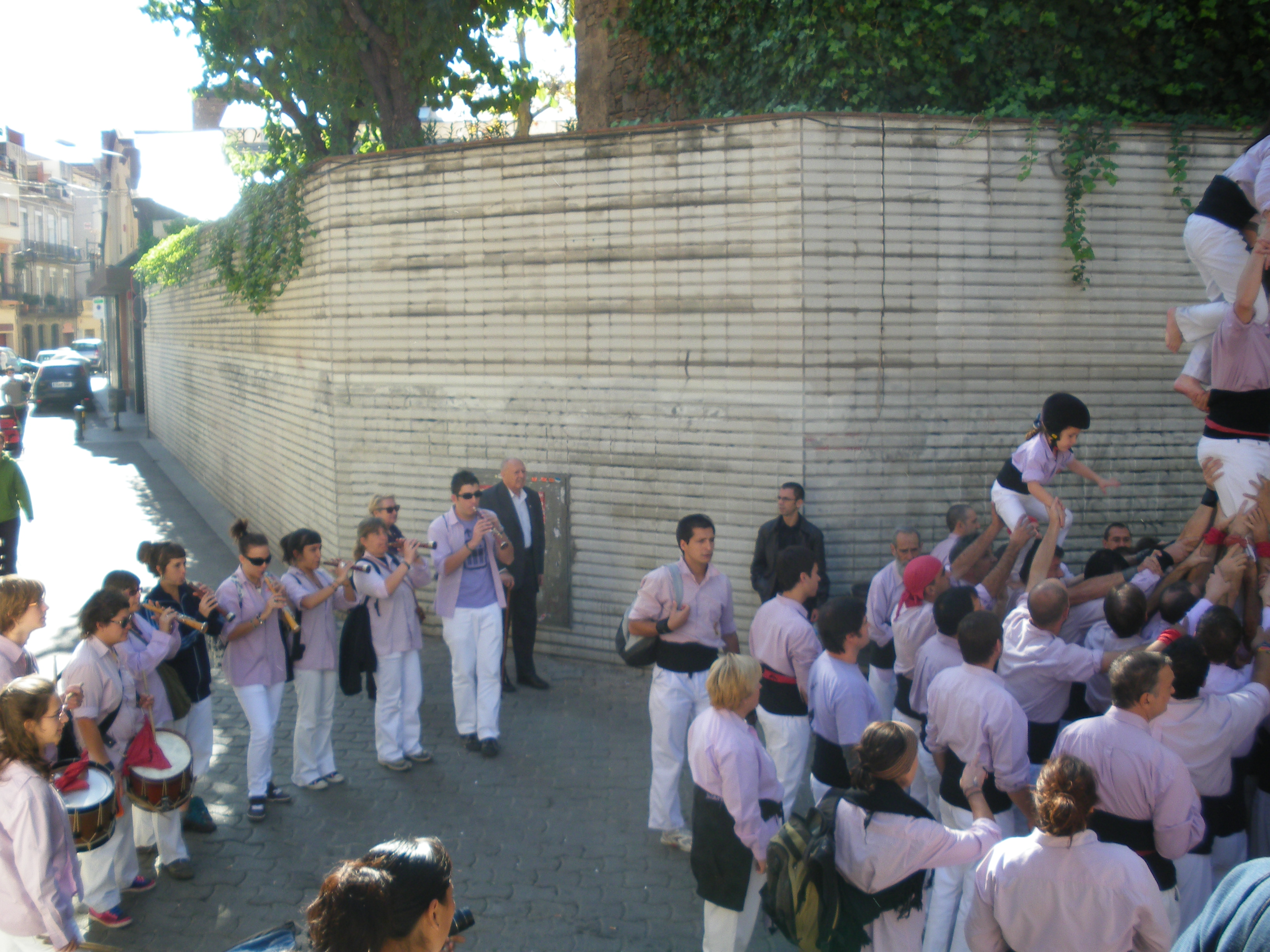
Interpretant el toc de castell amb pilar al balcó. Grallers dels Minyons de Terrassa (2009)

### Toc de vermut

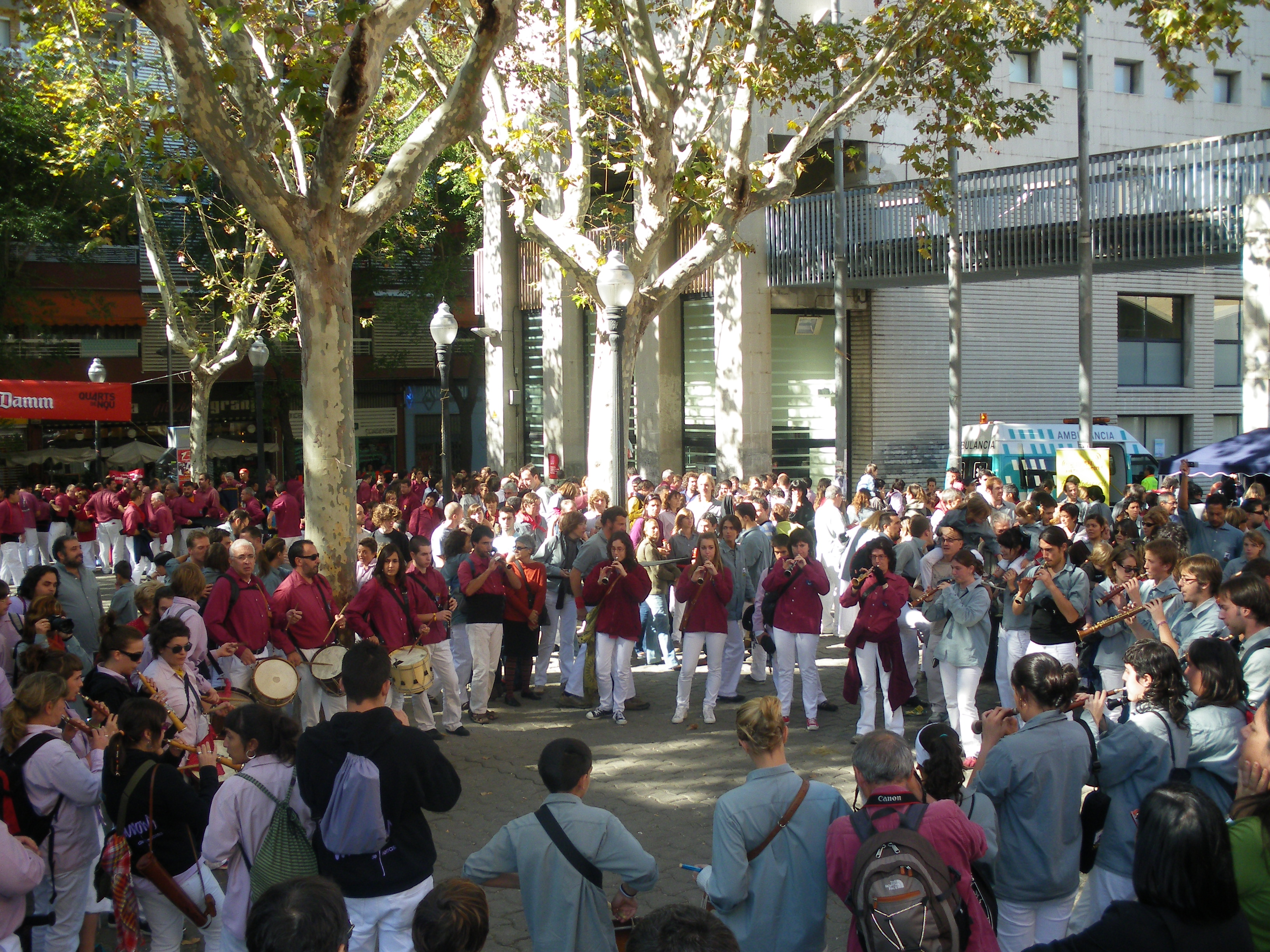
Toc de vermut. Final de la Diada dels Castellers de Sants

De totes les músiques lligades als castells el toc de vermut és la més recent. És una marxa que s'interpreta en finalitzar l'actuació castellera. Té caràcter festiu i és l'únic toc que sovint és interpretat pel conjunt dels grallers de les diferents colles. Originàriament era una peça alegre que tocaven els grallers, sense estar necessàriament lligada a una diada castellera. En acabar els castells, alguna família benestant convidava els grallers a fer el vermut, els quals els ho agraïen amb la interpretació d'aquesta melodia. Actualment moltes colles interpreten altres músiques per tancar l'actuació (adaptacions de peces de l'actual panorama musical popular i, fins i tot, algunes de recent creació).

### Toc de processó

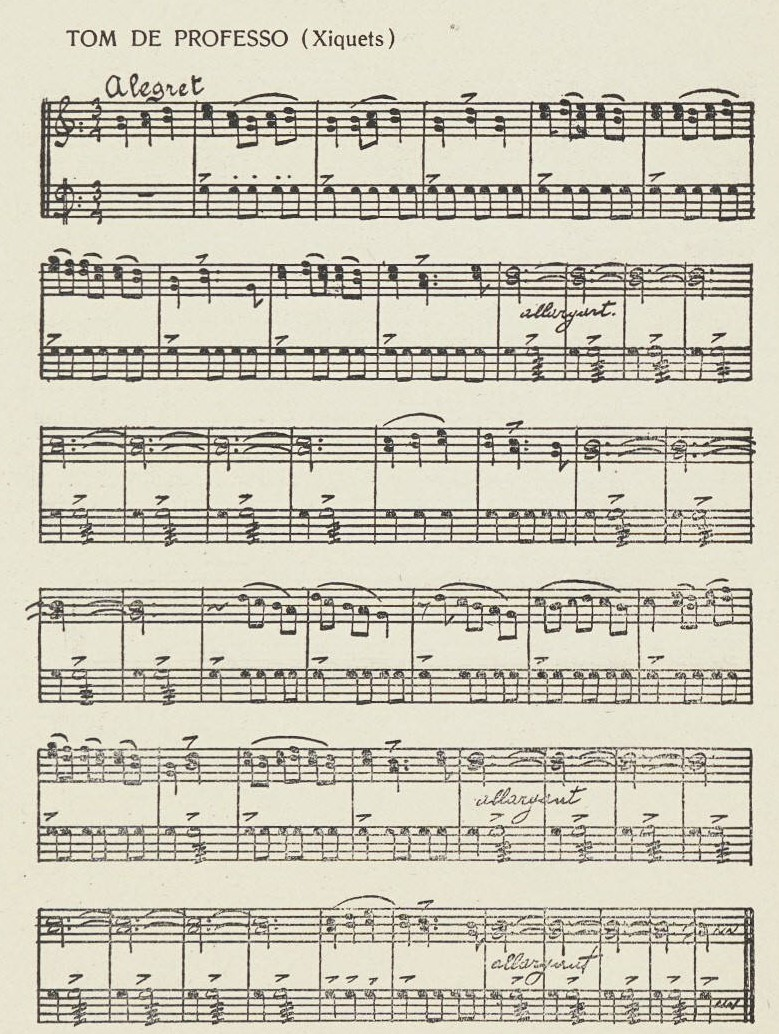
Partitura del «Tomb de processó» transcrita per Francesc de Paula Bové

Es toca durant la processó. Un dels actes que tradicionalment presents a tota festa major és la processó, on balls i comparses van pels carrers i places més importants de la vila acompanyant la imatge del patró o la patrona. Sovint els castellers també hi participen, acompanyants pel toc de processó interpretat per la seva colla de gralles, un toc ternari i solemne amb un redoblament suau i constant del timbal (com també passa en el toc de matinades).